# Melinaea ludovica
Espèce
Melinaea ludovica  est une espèce d'insectes lépidoptères (papillons) appartenant à la famille des Nymphalidae, à la sous-famille des Danainae et au genre Melinaea. C'est l'espèce type pour le genre.

## Dénomination
Espèce décrite par l'entomologiste hollandais Pieter Cramer, sous le nom de Papilio ludovica 

### Synonymie
- Papilio ludovica Cramer, 1780 - protonyme
- Melinaea egina (Cramer, 1777)[2]

## Taxinomie
Il existe trois sous-espèces :
- Melinaea ludovica ludovica (Cramer, 1780)

Synonymie pour cette sous-espèce
Papilio egina (Cramer, 1777) 
- Melinaea ludovica paraiya (Reakirt, 1866)[4]
- Melinaea ludovica manuelito (Tessmann, 1928) [5]

### Sous-espèces
- Melinaea ludovica ludovica
- Melinaea ludovica paraiya Reakirt, 1866; présent au Brésil.
- Melinaea ludovica manuelito Tessmann, 1928; présent au Pérou[6].

## Description
C'est un grand papillon aux ailes marron à partie basale orange avec une bade jaune ornées de taches jaunes et d'une ligne submarginale de petits points blancs.
Le revers est montre une ligne submarginale de points blancs plus marqués.

## Écologie et distribution
Melinaea ludovica est présent dans le nord de l'Amérique du Sud, en deux grands isolats, en Équateur, au Pérou, au Brésil et en Guyane,.

### Biotope
En Guyane trouvé en milieu broussailleux entre forêt et route.

### Protection
Pas de statut de protection particulier.